# 杜春国
杜春国（1970年3月—），男，中华人民共和国外交官，曾任中华人民共和国驻杜塞尔多夫总领事。

## 生平
杜春国曾任中国电建集团海外投资有限公司总经理。2022年6月，出任中华人民共和国驻杜塞尔多夫总领事。2024年10月，自驻杜塞尔多夫总领事离任。